# Adolf Trowitz
Adolf Trowitz (* 24. September 1893 in Dessau; † 3. Januar 1978 in Hamburg) war ein deutscher Offizier, zuletzt Generalmajor im Zweiten Weltkrieg.

## Leben
Trowitz diente als Offizier im Ersten Weltkrieg. Nach Kriegsende wurde er in die Reichswehr übernommen und diente in verschiedenen Einheiten. In der Wehrmacht führte er im Zweiten Weltkrieg als Kommandeur die 122., die 332. und die 57. Infanterie-Division. Trowitz geriet beim Zusammenbruch der Heeresgruppe Mitte in Folge der sowjetischen Operation Bagration 1944 in sowjetische Kriegsgefangenschaft.
Er gehörte zu den fünfzig deutschen Generalen, die in sowjetischer Kriegsgefangenschaft am 8. Dezember 1944 den Aufruf der 17 Generäle An Volk und Wehrmacht unterschrieben, in dem die deutsche Bevölkerung und Armee zur Trennung von der NS-Führung sowie zur Beendigung des Krieges aufgefordert wurden. Er wurde nach dem Krieg zu 25 Jahren Gefängnis verurteilt. Erst 1955 wurde er mit den letzten deutschen Kriegsgefangenen freigelassen.

## Auszeichnungen
- Eisernes Kreuz (1914) II. und I. Klasse
- Verwundetenabzeichen (1918) in Schwarz
- Spange zum Eisernen Kreuz II. und I. Klasse
- Deutsches Kreuz in Gold am 8. Juni 1942
- Ritterkreuz des Eisernen Kreuzes am 21. Februar 1944[4][5]